# ソユーズ18a号
ソユーズ18a号（Soyuz 18a、ロシア語: Союз 18a）は、1975年に打上げに失敗したソビエト連邦の有人宇宙飛行である。Soyuz 7K-T No.39やソユーズ18-1号とも呼ばれる。このミッションでは、軌道上のサリュート4号にドッキングすることを目的としていたが、ソユーズ打上げ機の故障のため、軌道に達しなかった。乗組員は、船長のワシリー・ラザレフと民間人のフライトエンジニアオレグ・マカロフであった。乗組員は、当初、中国に着陸してしまうことを心配したが、無事に帰還できた。
この事故は、3ヵ月後に行われることになっていたアポロ・ソユーズテスト計画の準備中に起こったため、通常は秘密主義のソビエト連邦によって公表された。ラザレフは事故から完全に回復することはなく、この後、再び宇宙に行くことはなかった。

## 乗組員
- 船長 - ワシリー・ラザレフ
- フライトエンジニア - オレグ・マカロフ

### バックアップ
- 船長 - ピョートル・クリムク
- フライトエンジニア - ヴィタリー・セバスチャノフ

## ミッションハイライト
ソユーズ18a号は、サリュート4号を乗組員が訪れる2度目のミッションで、60日間の任務が計画されていた。どちらの宇宙飛行士も宇宙飛行は2度目であり、1973年9月のソユーズ12号で一緒に初飛行を経験した間柄であった。
打上げ288.6秒後、高度145kmに達するまでは、計画通りに進んだ。この高度でブースターの第2段と第3段が分離し始めたが、6つのロックのうち3つのみしか外れなかった。3段目のエンジンは、2段目が接続したまま点火した。3段目の噴射が残ったロックを破壊し、第2段を振り落としたが、ブースターに予期せぬ変形がおき、適切な軌道から外れてしまった。打上げ295秒後、ソユーズの誘導システムが軌道の逸脱を検出し、自動中止プログラムが起動した。この時点で緊急脱出ロケットはすでに投棄されていたため、宇宙船自身のエンジンが噴射された。宇宙船は第3段のブースターから分離し、続いて再突入カプセルが軌道及びサービスモジュールから分離した。
安全システムが分離を開始した時、宇宙船は既に地球に向かって落下を始めていた。このような緊急時に想定される加速度は15Gであるが、このとき宇宙飛行士は21.3Gの加速度を経験した。非常に高い荷重にもかかわらず、カプセルのパラシュートは適切に開いて機体を減速させ、安全に着陸させた。
カプセルは、中国の国境から北に829km離れたゴルノ＝アルタイスク南西に着陸した。着陸地点は雪に覆われた斜面で、パラシュートが植物にひっかかって止まるまで、斜面を152m転がり落ちた。
着陸地点は胸の高さまで粉雪が積もっており、当地の気温は-7℃だったため、乗組員は防寒着を着用した。彼らは中国の領土内に着陸してしまったかもしれないと考え、軌道上で行う予定であった軍事実験に関する書類をすぐに処分した（この頃、中国とソビエトの関係はかなり険悪であった）。すぐに、彼らはヘリコプターで近づいてくる救助チームと無線で連絡を取ることができ、着陸地点がソビエト連邦内のアレイスク付近であることを知らされた。深い雪と高い高度、さらに地形のため救助は難航し、安全に救助されたのは翌日になってからだった。乗組員はスターシティに戻り、カプセルは後に回収された。
当初、ソビエト連邦は、この飛行による乗組員への悪影響はなかったと報告した。宇宙飛行士の訓練の責任者であるウラジーミル・シャタロフは、彼らは別のミッションにも参加できると報告した。しかし、続く報告では、ラザレフは再突入の際に高い加速度で負傷していたと述べられた。マカロフは後にソユーズ26号、ソユーズ27号、ソユーズT-3の飛行に参加したが、ラザレフは以降宇宙飛行をすることはなかった。
レオニード・ブレジネフの時代には、ソビエト連邦が失敗について公表することは稀だった。アメリカ合衆国は、乗組員が救出された後の4月7日に情報を得た。この失敗がアポロ・ソユーズテスト計画の準備中に起こったため、アメリカは事故のより詳細な報告を提供するように要求した（アメリカ合衆国議会には、この事故とその他いくつかの件についての尋問すら行われた）。ソビエトがアメリカに提供した報告書では、この事故は「4月5日の異常」と表現され、数年後にこれが公式の名称になった。また、打上げに用いられたブースターは古いモデルで、ソユーズ19号に用いたものとは別型であると明かされた。ソビエトが最初に事故の全容を公表したのは1983年になってからであった。なお、このミッションの次の1975年5月に行われたソユーズのミッションにソユーズ18号という名前が付けられたため、このミッションは、ソユーズ18-1号やソユーズ18a号と呼ばれた（ソビエト連邦は、成功した打上げにしか番号を付けない）。
この事故は、高高度で有人での唯一のブースター事故となった。カプセルの正確な着陸場所は、その後の宇宙史家の議論の的となった。James Obergが引用するロシアの情報源では、着陸場所はモンゴルであるとされている。

## パラメータ
- 質量:6,830 kg
- 遠点:192 km